# Dream a Dream
『Dream a Dream』（ドリーム・ア・ドリーム）は、1978年12月5日に発売されたレイジーのアルバム。

## 解説
「内気な夏」「100%の片想い」のようなアイドル路線に加えて「フルカウント」のような本格的なロックも収録されている。本アルバム以降レイジーのアルバムは徐々にロック色を強めていくことになる。

## 収録曲
- SIDE A

1. ロックン・ロールさえやってりゃ
作詞・作曲：杉真理／編曲：森本太郎
2. STOP THE MUSIC
作詞：三浦徳子／作曲・編曲：都倉俊一
3. GUITAR MAN
作詞・作曲：かまやつひろし／編曲：井上鑑
4. フルカウント
作詞・作曲：森雪之丞／編曲：レイジー
5. 内気な夏
作詞：竹中やすを／作曲：都倉俊一／編曲：森本太郎

- SIDE B

1. MY ANGEL
作詞：三浦徳子／作曲：都倉俊一／編曲：森本太郎
2. 真昼のメインストリート
作詞・作曲：杉真理／編曲：森本太郎
3. 100%の片想い
作詞・作曲：森雪之丞／編曲：レイジー
4. 青春の1ページ
作詞：なかにし礼／作曲・編曲：都倉俊一
5. SWEET GOOD-BY
作詞：森雪之丞／作曲：森本太郎／編曲：井上鑑

- 以降は、Paper Sleeve Collectionにのみ収録されたボーナストラック。

1. 燃えろロックン・ロール・ファイアー
作詞：杉山政美／作曲・編曲：都倉俊一
2. 二人の宝島
作詞：杉山政美／作曲・編曲：都倉俊一
3. 地獄の天使
作詞：なかにし礼／作曲・編曲：都倉俊一
4. ハローハローハロー
作詞：なかにし礼／作曲・編曲：都倉俊一

## 曲解説
1. ロックン・ロールさえやってりゃ
高崎晃がリードボーカル。
2. STOP THE MUSIC
3. GUITAR MAN
高崎がリードボーカル。
かまやつが1979年発売のアルバム『スタジオ・ムッシュ』でセルフカバーしているが、レイジー版とはメロディラインが異なる。
4. フルカウント
5. 内気な夏
井上俊次がリードボーカル。
6. MY ANGEL
影山ヒロノブが2000年発売のソロアルバム『I'm in you.』でセルフカバーしている。
7. 真昼のメインストリート
田中宏幸がリードボーカル。
8. 100%の片想い
井上がリードボーカル。
9. 青春の1ページ
シングル「ハローハローハロー」のB面。
10. SWEET GOOD-BYE
11. 燃えろロックン・ロール・ファイアー
4作目のシングル。
12. 二人の宝島
影山ヒロノブが後にソロライブで歌った模様が、ライブアルバム『POWER LIVE'95』に収録されている。
13. 地獄の天使
5作目のシングル。
14. ハローハローハロー
7作目のシングル。